# Vairon du Danube
 (mai 2024).
Phoxinus csikii
Espèce
Statut de conservation UICN

 NE : Non évalué
Le Vairon du Danube (Phoxinus csikii) est une espèce de poissons d'eau douce et saumâtre actinoptérygiens de la famille des Leuciscidae.

## Description
Ce vairon peut mesurer 89,5 mm en longueur standard (SL).

## Répartition
Ce poisson d'eau douce et saumâtre se rencontre en Europe centrale et en Europe de l'Est. Il est présent en Allemagne, en Autriche, en Bulgarie, en France, en Macédoine du Nord, en Serbie et en Suisse. Il fréquente notamment les bassins du Danube, du Léman et du Rhin supérieur,.

## Le Vairon du Danube et l'Homme
Le Vairon du Danube est considéré comme une « espèce à données insuffisantes » (DD) par la liste rouge du Comité français de l'UICN.

## Taxonomie

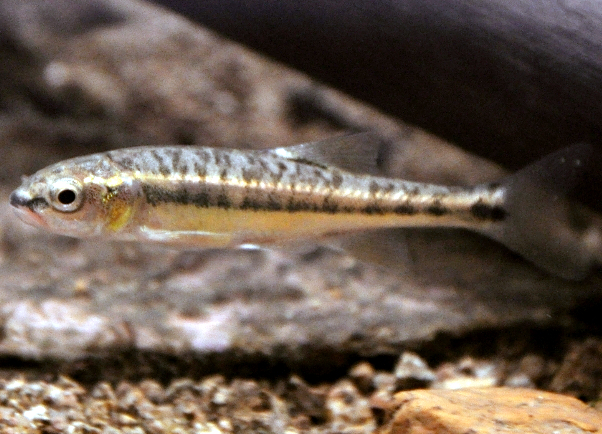
Le Vairon du Danube a été redistingué en 2017 du Vairon commun, ici photographié.

L'espèce a été décrite en 1922 par le zoologiste hongrois Béla Hankó (en).
Après avoir été synonymisée avec le Vairon commun (Phoxinus phoxinus), elle est revalidée par une étude d'Anja Palandačić et al. en 2017, en même temps que P. colchicus (en), P. lumaireul (ca), P. marsilii et P. strandjae (en).
Le nom vernaculaire attesté en français est « Vairon du Danube »,.

### Étymologie
L'épithète spécifique, csikii, a été donnée en l'honneur d'Ernő Csíki (en), entomologiste hongrois et conservateur du musée hongrois d'histoire naturelle, où il y a lui-même déposé les deux syntypes en juillet 1917.

### Publication originale
- (hu) Béla Hankó, « Ernö Csiki állattani kutatasai Albániában », Kutat. Tudom. Ered., Budapest, Académie hongroise des sciences,‎ 1922, p. 1-6 (protologue).